# Inti
Cet article concerne le dieu solaire inca. Pour l'ancienne monnaie péruvienne, voir inti (monnaie). Pour le genre d'orchidée, voir Inti (genre). Pour l'artiste, voir Inti (street art).
 (septembre 2017).
Si vous disposez d'ouvrages ou d'articles de référence ou si vous connaissez des sites web de qualité traitant du thème abordé ici, merci de compléter l'article en donnant les références utiles à sa vérifiabilité et en les liant à la section « Notes et références ».

Inti.

Inti est la manifestation inca/panandine du soleil. C'est une force divine reconnue par tous les peuples andins. Son origine n'est pas connue de manière certaine : selon certains, il pourrait avoir été un totem d'origine Quechua ou bien celui d'un dieu d'une autre tribu. Il est représenté par un disque solaire à face humaine et entouré de rayons lumineux.
Selon la mythologie inca, il est le fils de Viracocha, dieu de la civilisation inca. Chaque jour, Inti parcourt le ciel vers l'ouest puis plonge dans la mer pour nager et revenir le lendemain matin à l'est et reprendre sa course céleste.

## Culte religieux

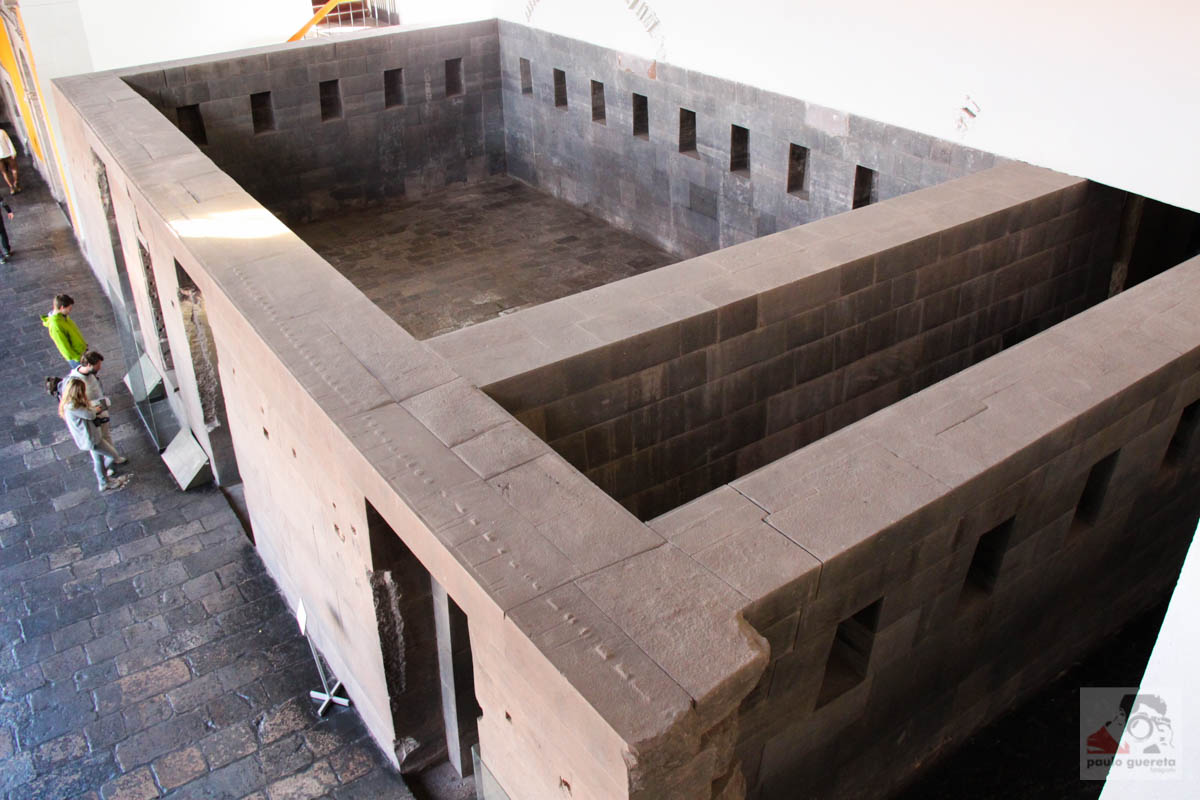
Le temple de Coricancha, dédié au dieu Inti, était le plus important de l'Empire inca.

La religion tenait une place prépondérante dans la culture inca du fait de l'importance accordée aux forces de la nature. Le soleil apportait ainsi chaleur et lumière aux Incas. Il apparaît comme la divinité « officielle » (mais ni la première ni la plus haute divinité de l'univers des anciens Péruviens selon les historiens) à la fois politique et agraire à partir du XIVe siècle.
Dieu Soleil tribal des Incas, il fait partie de la trinité supérieure avec Viracocha, également appelé Tici, le dieu suprême que les Incas adoptèrent des Aymaras, et Illapa, qui est le dieu du tonnerre.
Le culte qui lui était voué le distinguait des autres puissances divines traditionnellement vénérées dans les Andes en ce qu'il était étendu à tout l'Empire. Pachacámac était l'un des principaux lieux de cérémonie de la côte centrale du Pérou, où des monuments étaient érigés à la gloire du dieu-Soleil. Au sein de la hiérarchie cléricale, le prestige qui s'attachait aux prêtres qui célébraient le culte de l'Inti était inégalable.
Sa représentation, le punchao, consistait en une statue en or de forme humaine, surmontée d'un disque en or, conservée à Cuzco dans le temple de Coricancha, le célèbre « temple du Soleil », qu'aucun autre édifice religieux inca ne surpassa en force majestueuse. Le culte rendu à l'Inti, dieu du soleil et fondateur de la dynastie, tendit bientôt à se confondre avec celui de l'Inca lui-même. La construction de temples érigés en l'honneur d'Inti revêtait un caractère politique et religieux.

### Rôle politique
Par-delà les pratiques naturistes, fétichistes, animistes des peuples sous domination inca, elle permettait de renforcer l'unité du royaume. Les divinités des peuples annexés par l'Empire, loin d'être en butte à l'hostilité des Incas, se superposaient au Dieu-soleil dans le panthéon inca. Ils laissèrent subsister la plupart des autres cultes.

### Rôle agraire
Inti était également connu comme le Créateur de la Vie : les fermiers lui apportaient des offrandes pour obtenir de bonnes récoltes. Bien qu'il soit la seconde déité la plus vénérée après Viracocha, il reçut les plus nombreuses offrandes.

## Légendes et mythes
Lui et sa femme, Pachamama, la Terre-Mère (dont il eut quatre fils), étaient généralement considérés comme des déités bienveillantes mais Mama Quilla, sa sœur, la Déesse Lune, est aussi considérée comme sa femme.
Selon un ancien mythe inca, Inti appris à son fils Manco Capac et sa fille Mama Ocllo les arts de la civilisation pour qu'ils puissent les transmettre à l'Humanité. Une autre légende raconte cependant que Manco Capac était le fils de Viracocha.
Inti ordonna à ses enfants de construire la capitale inca,dans un lieu terrestre où un nuage divin de couleur dorée les transporta. Les Incas crurent que ce lieu était Cuzco. L'Inca était considéré comme le représentant sur Terre du dieu Inti.
Autre légende sur Inti, le dieu du Soleil, qui se mit à pleurer. Ses larmes étaient si abondantes qu'en 40 jours, elles inondèrent la vallée. C'est ainsi que le lac Titicaca naquit.
Inti était aussi connu sous le nom de Apu Punchau, qui signifie « meneur du jour ». Inti est représenté par un disque d'or à visage humain. Une représentation du dieu Inti fut volée par les conquistadors espagnols en 1571 et envoyée au pape[Lequel ?]. Elle n'a jamais été retrouvée.

## Inti Raymi
En quechua, Inti Raymi, signifie « résurrection du soleil ». Une importante fête, l'Inti Raymi, dédiée au dieu-Soleil, constituait l'une des principales dates du calendrier inca.
Ce festival attire des milliers de touristes chaque année à Cuzco, l'ancienne capitale de l'empire inca. Il se déroule pendant le solstice d'hiver, le 24 juin ; y participent les 4 nations de Tahuantinsuyu. Les acteurs du festival mettent leurs plus beaux apparats, accompagnés de leurs armes et instruments de musique durant 9 jours.